# Harald Konopka
Harald Konopka (ur. 18 listopada 1952 w Düren) – były niemiecki piłkarz występujący na pozycji obrońcy. Trener piłkarski.

## Kariera klubowa
Konopka jako junior grał w klubach Teutonia Echtz, SG Düren 99 oraz 1. FC Köln. W 1971 roku został włączony do pierwszej drużyny 1. FC Köln, grającej w Bundeslidze. W tych rozgrywkach zadebiutował 14 sierpnia 1971 roku w zremisowanym 0:0 meczu z Werderem Brema. 16 października 1971 roku w wygranym 1:0 pojedynku z Arminią Bielefeld strzelił pierwszego gola w Bundeslidze. W pierwszym zespole 1. FC Köln spędził 12 lat. W tym czasie zdobył z zespołem mistrzostwo RFN (1978), 3 Puchary RFN (1977, 1978, 1983), a także wywalczył z nim 2 wicemistrzostwa RFN (1973, 1982).
W 1983 roku Konopka odszedł do innego pierwszoligowca, Borussii Dortmund. Pierwszy ligowy mecz zaliczył tam 3 grudnia 1983 roku przeciwko Bayernowi Monachium (0:1). W Borussii spędził rok. Potem grał w zespołach SSG 09 Bergisch Gladbach oraz Rot-Weiß Neubrück, gdzie zakończył karierę.

## Kariera reprezentacyjna
W reprezentacji RFN Konopka zadebiutował 14 czerwca 1978 roku w zremisowanym 0:0 meczu drugiej rundy Mistrzostw Świata z Włochami. Tamten mundial zespół RFN zakończył na drugiej rundzie. W latach 1978–1979 w drużynie narodowej rozegrał w sumie 2 spotkania.